# Cyril Mango
Cyril Mango   (Constantinoble, 14 d'abril de 1928 - Oxford, 8 de febrer de 2021) Cyril Alexander Mango fou un bizantinista britànic. Era el tercer fill d'una família hel·leno-anglo-russa. Era germà del difunt historiador de Turquia i autor Andrew Mango. Després de completar la seva educació bàsica a Istanbul, on fou estudiant d'Ernest Mamboury, entre d'altres, estudià filologia clàssica a la Universitat de St Andrews.
En el transcurs de la seva carrera acadèmica, ocupà tres de les càtedres més destacades en estudis romans d'Orient: fou Professor Koraís d'Història, Llengua i Literatura Gregues Modernes i Bizantines al King's College de Londres, entre el 1963 i el 1968; Professor d'Arqueologia Bizantina a Dumbarton Oaks (Harvard), entre el 1968 i el 1973; i Professor Bywater i Sotheby de Llengua i Literatura Bizantines i Gregues Modernes de la Universitat d'Oxford, entre el 1973 i el 1995.
Fou un dels pocs acadèmics que s'ocupa de totes les branques dels estudis romans d'Orient, des de la filologia i l'epigrafia fins a la història i l'arqueologia, així com un dels principals bizantinistes contemporanis. El 1992 fou elegit membre de l'Acadèmia Americana de les Arts i les Ciències.